# Winfried Pielow

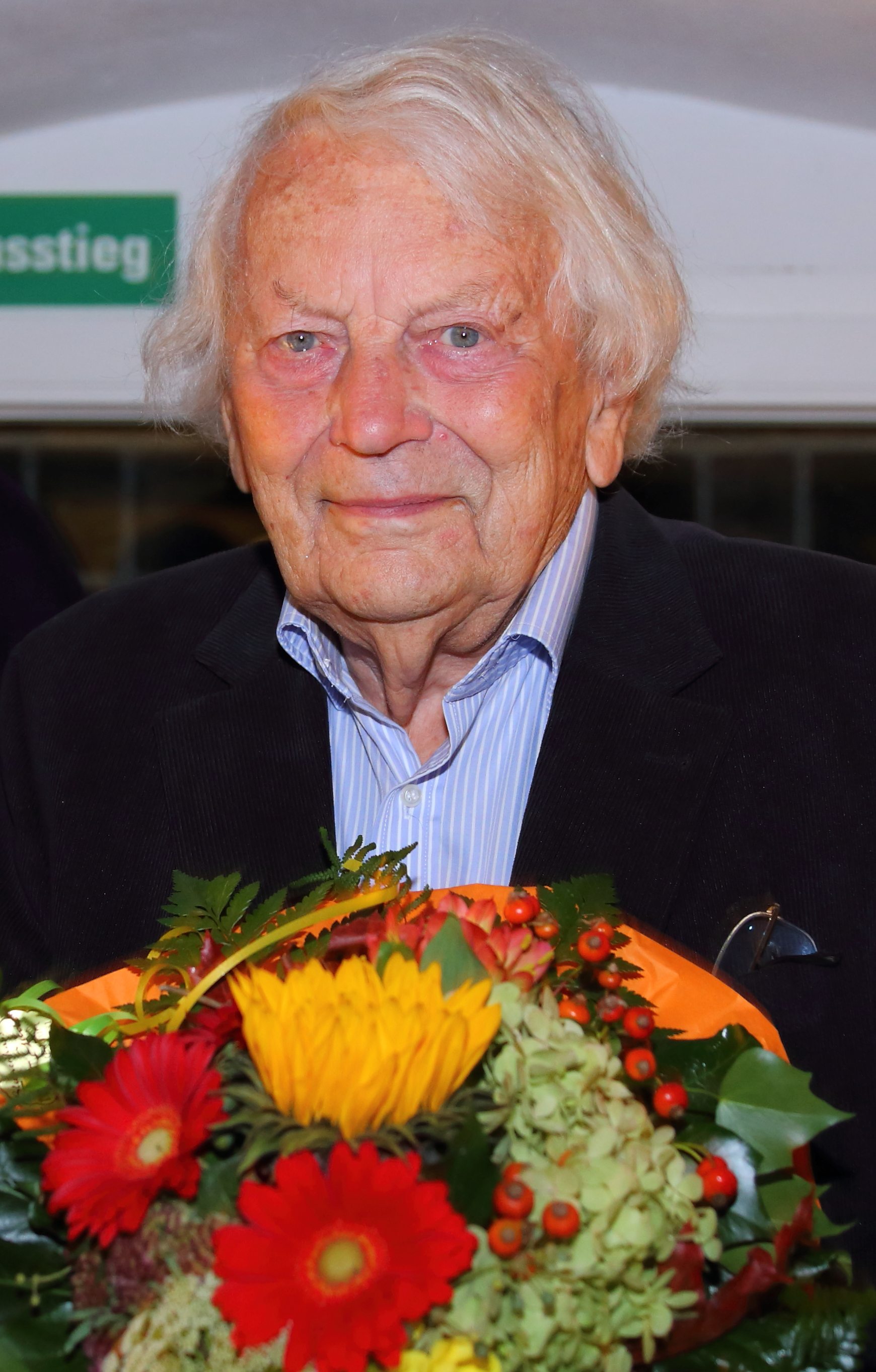
Winfried Pielow 2014 nach einer Lesung im DA, Kunsthaus Kloster Gravenhorst.

Winfried Pielow (* 19. Mai 1924 in Tungerloh-Pröbsting, Gescher; † 12. April 2018 in Nordwalde, Kr. Steinfurt) war ein deutscher Literaturwissenschaftler, Schriftsteller und Hörspielautor.

## Leben und Werk
Winfried Pielow wurde 1924 in Tungerloh-Pröbsting, einer kleinen Bauerschaft der Gemeinde Gescher, als Sohn des Volksschullehrers August Pielow geboren. Durch die Versetzung seines Vaters nach Marienwerder in Westpreußen erlangte Pielow im Jahr 1942 an der dortigen Oberschule sein Kriegsabitur. Danach folgten Reichsarbeitsdienst im Münsterland und im Dezember 1942 der Einzug zur Wehrmacht. Nach eigenen Angaben kam er zur Ostfront und wurde im Sommer 1944 an der Beresina verwundet. Als Überlebender des Kurland-Kessels geriet er nach der Evakuierung über die Ostsee am 8. Mai 1945 in Schleswig-Holstein in britische Gefangenschaft.
Zurück aus Gefangenschaft absolvierte Pielow 1947 eine Ausbildung zum Volksschullehrer an der gerade wieder eröffneten Pädagogischen Akademie in Emsdetten. Anschließend studierte er in Münster Germanistik, Anglistik und Pädagogik und promovierte 1951 zum Dr. phil. mit der Dissertation zum Thema Die Erziehergestalten der großen deutschen Bildungsromane von Goethe bis zur Gegenwart bei Benno von Wiese. Darauf folgte im Jahr 1954 die Aufnahme einer Assistentenstelle an der Pädagogischen Hochschule in Alfeld, wo er als Dozent für historische Pädagogik, später für Literaturwissenschaft und Literaturdidaktik arbeitete. 1960 erhielt Pielow einen Ruf zurück an die Pädagogischen Hochschulen in Münster und 1963 eine Professur für Didaktik der Deutschen Sprache und Literatur. Mit seiner Emeritierung im Jahr 1989 endete seine wissenschaftliche Tätigkeit an der Westfälischen Wilhelms-Universität Münster, die 1980 die Pädagogischen Hochschulen übernommen hatte.
Mit seinen fachbezogenen Werken Dichtung und Didaktik (1963) und Das Gedicht im Unterricht (1965), die mehrmals neu aufgelegt wurden, beteiligte sich Pielow an der Wissenschaftsdiskussion zur Deutschdidaktik. Einen weiteren Schwerpunkt legte er auf die Theaterpädagogik. Bereits 1960 übernahm er die Leitung der Studiobühne an der Pädagogischen Hochschule Münster und verfasste Theaterstücke für Schul- und Jugendtheater. Als Mitglied des Wissenschaftsrats war er 1970 an den Empfehlungen zum Ausbau des Bildungswesens im Hochschulbereich beteiligt. Seit den 1980er Jahren verfasste Pielow Gedichte, Erzählungen, Romane, Theaterstücke und Hörspiele.
Winfried Pielow war in erster Ehe (⚭ 1956) mit Elisabeth Pielow, geb. Rolinck (1922–2016) verheiratet. Dieser Ehe entstammen seine drei Söhne Johann-Christian Pielow (* 1957), Stefan Pielow (* 1959) und Martin Pielow (1961–1992). Mit seiner zweiten Ehefrau Hedda Elverfeld-Pielow (⚭ 1977) lebte er lange Zeit und bis zuletzt in Laer.

## Ehrungen
Im Jahr 2012 erhielt Pielow für seine erzählerische Leistung den Kulturpreis des Kreises Steinfurt. Die Begründung der Jury lautete: Pielow sei einer der bedeutendsten und originärsten Erzähler Westfalens.

## Werke

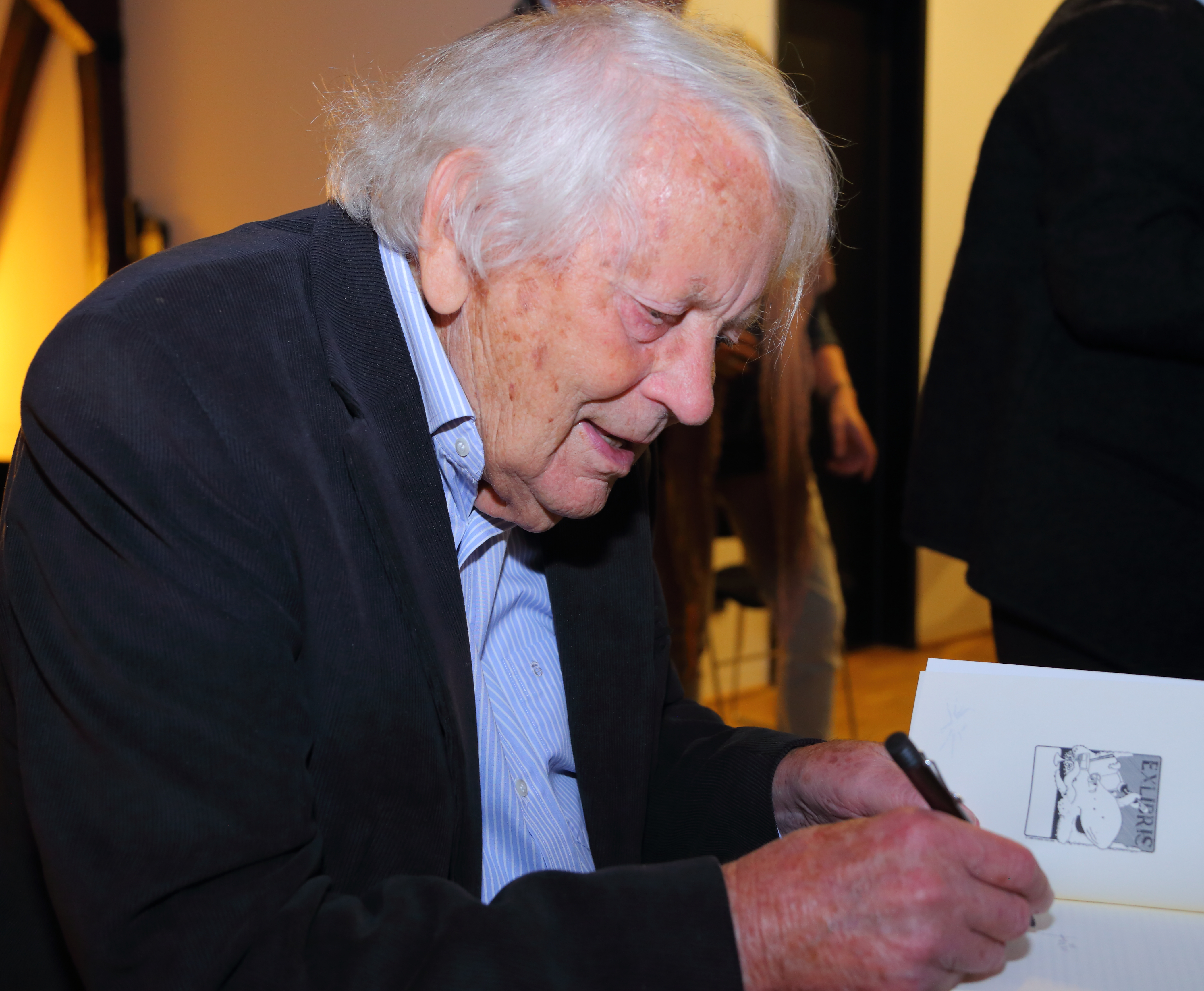
Winfried Pielow beim Signieren eines seiner Bücher (2014).

### Sachbuch
- Dichtung und Didaktik. Kamp, Bochum [1963].
- Das Gedicht im Unterricht. Wirkungen, Chancen, Zugänge. Kösel, München 1965
- Theorie und Praxis im Deutschunterricht. Kösel, München 1975. ISBN 3-466-30132-7.
- Schreiben und Alltagskultur. Voraussetzungen u. Haltungen d. Schreibens in Schule, Hochsch. u. in ausserschul. Bereichen von Winfried Pielow und Helmut H. Koch. Pädagogischer Verlag Burgbücherei Schneider, Baltmannsweiler 1984. ISBN 3-87116-434-8.

### Hörspiel
- Das weiße Haus auf der Lichtung. WDR, Köln 1990.
- Die lange Weile der Briefe danach. WDR, Köln 1992.
- Der Schnitt. WDR, Köln 1995.
- Der Hochton. WDR, Köln 1996.

### Lyrik
- Verhältniswörter. Bläschke, Darmstadt [1975]. ISBN 3-87561-201-9.

### Prosa
- Deutscher Schwindel. 11 Flucht- und Heimkehrgeschichten. Tende, Münster 1982. ISBN 3-88633-040-0.
- Erbschaften oder das Glück der Schrift. Tende, Dülmen-Hiddingsel 1989. ISBN 3-88633-012-5.
- Das Alphabet. Ein Brief. Jenior und Pressler, Kassel 1993. ISBN 3-928172-15-8.
- Die Utopie des Landlebens. Erzählungen. Laumann, Dülmen 1996. ISBN 3-87466-254-3.
- Der Zeitzeuge. Monsenstein und Vannerdat, Münster 2003. ISBN 3-935363-91-5.
- Pantasma. Sieben Erzählungen. Laumann, Dülmen 2006. ISBN 978-3-89960-268-5.
- Der Zeitzeuge. [Autobiographischer Roman]. Prospero, Münster 2011. ISBN 978-3-941688-07-0.
- Verschenktes Land. Monsenstein und Vannerdat, Münster 2012. ISBN 978-3-86991-646-0.

### Theater
- Hallo David, hau ab, David!. Deutscher Theaterverlag, Weinheim (Bergstraße) [1973]
- Gift, Profit und Antiane. Deutscher Theaterverlag, Weinheim (Bergstraße) [1973]